# Magogo
Prinzessin Sibilile Mantithi Ngangezinye Magogo kaDinuzulu  (* 1900; † 21. November 1984 in Durban, Südafrika) war eine Tochter von Zulu-König Dinuzulu kaCetshwayo (1868–1913) und Königin Silomo. Sie machte sich einen Namen als Komponistin, Musikerin, Sängerin und als Bewahrerin traditioneller Musik der Zulu.

## Familie
Ihr Großvater war Cetshwayo, der als letzter souveräner König des Zululandes von 1872 bis 1879 herrschte. Ihr Vater Dinuzulu kaCetshwayo, der 1884 als Jugendlicher zum König gekrönt worden war, besaß nach dem Sieg britischer Kolonialtruppen über die Zulu nur noch eingeschränkte Macht. Sein Nachfolger wurde Magogos Bruder Solomon, der im Jahr 1901 während der britischen Gefangenschaft Dinuzulus auf der Insel St. Helena geboren worden war. 1926 heiratete Prinzessin Magogo Mathole Buthelezi. Ihr Sohn Mangosuthu Buthelezi (1928–2023) wurde Vorsitzender der Inkatha Freedom Party und von 1994 bis 2004 südafrikanischer Innenminister.

## Karriere
Prinzessin Magogo widmete sich vor allem traditioneller Musik der Zulu. Sie spielte verschiedene afrikanische Instrumente, sang Lieder, die sie von Vorfahren gehört hatte und entwickelte sie weiter, komponierte und wirkte als musikalische Geschichtenerzählerin. Nach ihrer Heirat brach sie eine ungeschriebene Regel für Zulufrauen: sie trat öffentlich auf und hatte Erfolg. Sie wagte es auch, Isicathamiya-Lieder zu singen, die bis dahin traditionell Männerchören vorbehalten waren. Magogos Arbeit wurde international wahrgenommen und auf ausländischen Sendern verbreitet, etwa vom WDR.

## Rezeption
Der südafrikanische Komponist und Professor für Afrikanische Sprachen Mzilikazi Khumalo schuf 2002 die Oper Prinzessin Magogo, die erste Oper auf isiZulu. Sie verbindet afrikanische Musiktradition mit ihren Trommeln, wilden Tänzen und Volksliedern mit europäischen Traditionen und zeigt anhand des Lebensweges der Königstochter Szenen aus der wechselvollen Geschichte ihres Volkes. Damit auch nicht des isiZulu mächtige Zuschauer die Texte verstanden, wurden sie bei der Uraufführung in Durban auf Spruchbändern oberhalb des Bühnenbildes in Übersetzung angezeigt.

## Ehrungen
- 2003 wurde Prinzessin Magogo posthum mit dem südafrikanischen National-Orden Ikhamanga in Gold für ihr Lebenswerk ausgezeichnet.
- In Durban wurde ein Stadion nach ihr benannt, in dem vor allem Fußballspiele ausgetragen werden.[5]